# Ferreiras
Ferreiras es una freguesia portuguesa del municipio de Albufeira, tiene 24,64 km² de área y 4951 habitantes (2001). Densidad: 200,9 hab/km².